# Xi Sculptoris
Xi Sculptoris (ξ Sculptoris, förkortat Xi Scl, ξ Scl)  som är stjärnans Bayerbeteckning, är en ensam stjärna belägen i den mellersta delen av stjärnbilden Bildhuggaren. Den har en skenbar magnitud på 5,59 och är svagt synlig för blotta ögat där ljusföroreningar ej förekommer. Baserat på parallaxmätning inom Hipparcosuppdraget på ca 6,4 mas, beräknas den befinna sig på ett avstånd på ca 510 ljusår (ca 157 parsek) från solen.

## Egenskaper
Xi Sculptoris är en orange till röd jättestjärna av spektralklass K1 III. Den utsänder från dess fotosfär ca 228 gånger mera energi än solen vid en effektiv temperatur på ca 4 450 K.